# 마이클 콜린스 (정치인)
마이클 존 콜린스(영어: Michael John Collins, 아일랜드어: Mícheál Seán Ó Coileáin 미할 샨 오킬랸, 1890년 10월 16일 ~ 1922년 8월 22일)는 아일랜드의 혁명지도자, 정치인이다. 재정성 장관, 내무성 장관을 역임했으며 1919년 제1달에서 코크 남부를 지역구로 타흐터 달러(국회의원)를 지냈다. 원조 아일랜드 공화국군(IRA)에서 부관감, 방첩대장, 군사조직 및 무기조달 담당자 등의 중책을 맡았고, 1920년부터 죽을 때까지 아일랜드 공화주의 형제단 단장이었다. 영국-아일랜드 조약 당시 조약 찬성파에 섰으며, 임시정부 주석이자 아일랜드 국군 총사령관이 되었다. 아일랜드 내전 와중인 1922년 8월 아일랜드 공화국군 조약 반대파(ATIRA)에게 습격당해 사살당했다.

## 생애

### 어린 시절
마이클 콜린스는 코크주 클로내킬티 근교 샘스크로스에서 8명 중 셋째로 태어났다. 많은 문헌이 그의 출생일을 1890년 10월 16일이라고 쓰고 있으나 콜린스의 묘비에는 1890년 10월 12일이라고 새겨져 있다.
영국 비밀정보국 보고서에 따르면, 콜린스 가문은 상당히 결속적인 가문으로서, 코크 주에 널리 퍼져 있는 고대 씨족의 후예였다. 그들은 상당히 지적인 생활을 누렸으며, 콜린스 가문의 아일랜드 공화주의와의 연관은 1798년 반란까지 거슬러 올라간다.
콜린스의 부친 마이클 존 콜린스(1816년 ~ 1896년)는 농부였으며, 아마추어 수학자였고, 아일랜드 공화주의 형제단(IRB)에 가담한 적도 있었다. 마이클 존 콜린스는 1876년 60세의 나이로 23세의 메리 오브라이언과 결혼했다. 결혼생활은 행복했던 것으로 보이며, 슬하에 자식 8명을 두고 콜린스 가문 대대로 내려온 면적 90 에이커의 농장을 경영했다.
콜린스의 부친은 임종 때 딸 헬레나(마이클 콜린스의 손윗누이 중 하나)에게 수녀가 되라고 유언했다. 그래서 헬레나 콜린스는 휘트비로 가 수녀가 되었고 세례명은 메리 첼레스틴 수녀라고 했다. 그 뒤 부친은 다른 가족들에게 삼남 마이클이 언젠가 위대한 인물이 될 것이고 아일랜드를 위해 큰 일을 하게 될 터이니 그를 잘 보살피라고 당부했다. 부친이 사망했을 때 마이클 콜린스는 6세였다

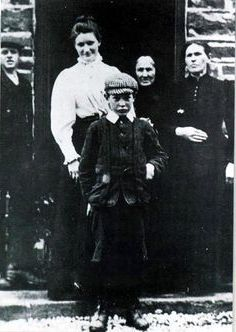
가족들과 함께 있는 8세의 마이클 콜린스.

콜린스는 총명하면서도 다소 성격이 급한 아이였으며 어려서부터 아일랜드 민족주의에 심취했다. 그는 어렸을 때 같은 지역에 살던 대장장이 제임스 산트리(James Santry)와 학교 교장 데니스 라이언스(Denis Lyons)가 자신에게 아일랜드인의 긍지를 일깨워준 인물들이라고 회고했다. 라이언스 교장은 IRB 단원이었고, 산트리의 집안은 IRB 단원은 아니었지만 1798년, 1848년, 1867년의 아일랜드 독립 반란에 무기를 조달했었다.
13세가 된 콜린스는 클로내킬티 국립학교에 들어갔다. 주중에는 누이 마거릿 콜린스-오드리스콜과 자형 패트릭 오드리스콜과 함께 보내고 주말에는 가족 농장을 오가면서 지냈다. 자형 오드리스콜은 《코크 서부 인민》(The West Cork People)이라는 제목의 신문을 발간했고, 콜린스는 그 일을 거들었다.
15세에 학교를 졸업한 콜린스는 1906년 2월 공무원 시험을 쳤고, 왕립우정국에 취직했다. 1906년 런던에 살고 있던 손윗누이 조한나 콜린스의 집으로 이사했고, 증권중개사 호른 앤 컴퍼니의 배달원이 되었다. 이때 킹스 칼리지 런던에서 법학을 공부했다. 그 뒤 런던 게일 체육협회(LGAA)에 가입했고, 여기서 둔마놔이 출신의 샘 맥과이어를 만나 그를 통해 IRB에 가입했다. 이때 콜린스의 나이가 19세였다. 이후 1915년 콜린스는 뉴욕 보증신탁회사(오늘날의 J.P. 모건)에 취직했다가 그 이듬해 아일랜드로 귀국하여 더블린의 회계회사 Craig Gardiner & Co에서 비정규직 자리를 구해 일했다.

### 부활절 봉기
영국 지배에 대한 저항에 더불어 노동문제 불안정까지 겹쳐 1913년 아일랜드에서는 두 개의 준군사조직이 성장하게 되었다. 하나는 아일랜드 운송일반노동조합(ITGWU)의 제임스 코놀리가 1913년 더블린 직장폐쇄 당시 파업 노동자들을 경찰로부터 보호하기 위해 조직한 아일랜드 시민군이었고, 다른 하나는 IRB의 민족주의자들이 얼스터 왕당파들의 얼스터 의용군(UVF)에 대항해 조직한 아일랜드 의용군이었다.
젊은 콜린스는 IRB 내에서 똑똑하다고 평가를 받았고, 부활절 봉기의 조직자 중 한 명인 조지프 메리 플렁킷의 부친 조지 노블 플렁킷의 재정 고문으로 임명되었다. 콜린스는 반란군의 무기 조달 및 군대 조직을 담당했다.
부활절 봉기는 콜린스가 참여한 최초의 민족주의 운동이었다. 1916년 부활절 월요일 당시 콜린스는 더블린 중앙우체국(GPO)에 차려진 봉기군 본부에서 플렁킷의 전속부관 노릇을 했다. 여기서 콜린스는 패트릭 피어스, 제임스 코놀리를 비롯한 다른 봉기 지도부와 함께 싸웠다. 봉기는 군사적으로 철저히 실패했지만, 봉기자들은 국제 기준에 따른 독립 선언을 할 수 있는 최소한의 시간은 벌 수 있었다.

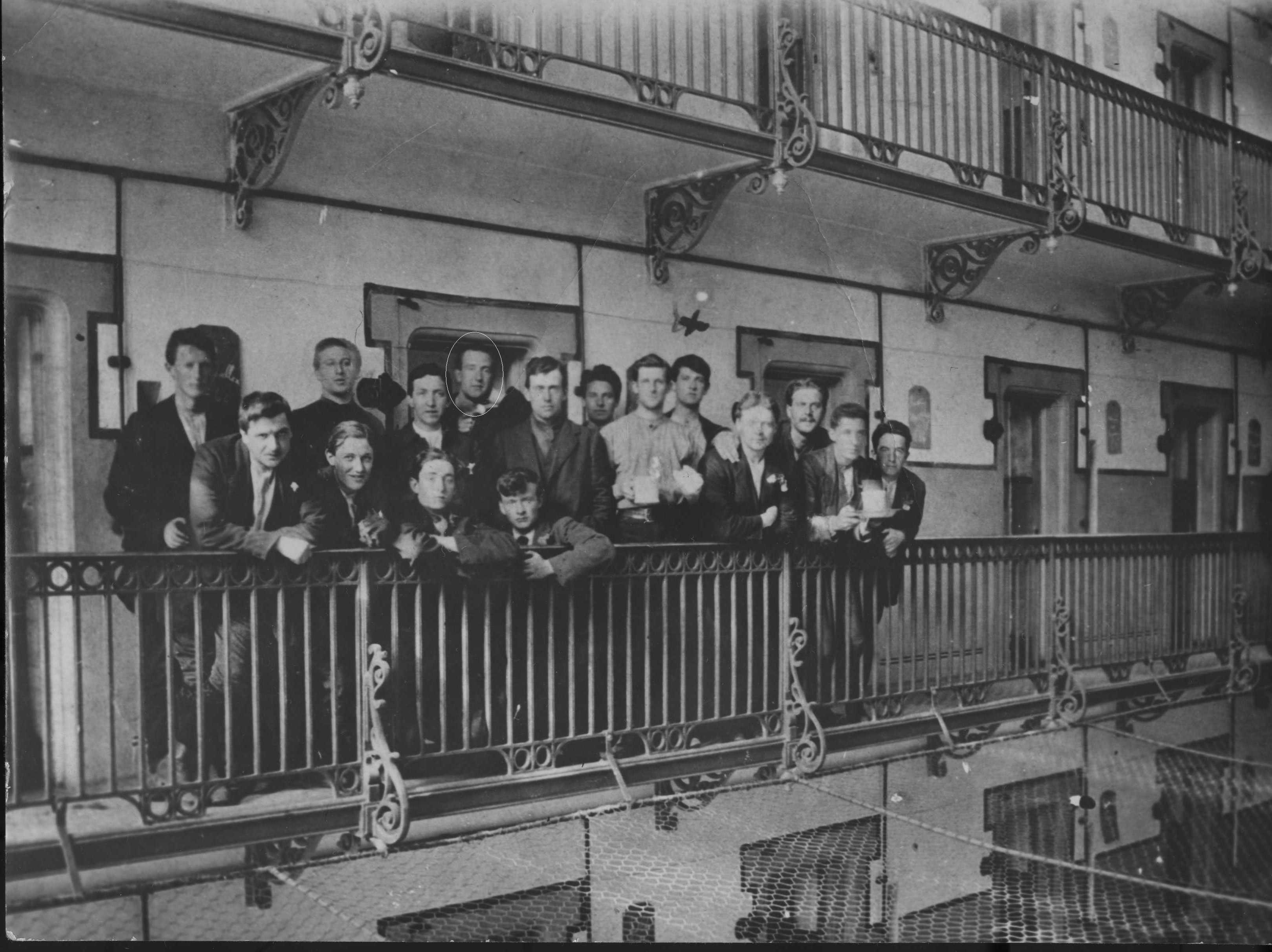
봉기 실패 이후 붙잡힌 아일랜드 독립운동가들. 오른쪽에서 다섯번째, 머리 위에 ×표가 쳐진 사람이 콜린스.

이후 콜린스는 다른 봉기 가담자 수천 명과 함께 웨일스의 프롱고크 포로수용소에 수감되었다.
1916년 봉기 지도부가 영국군에게 처형당함에 따라 아일랜드 독립운동 지도부에 공백이 생겼고, 이 틈으로 콜린스가 부상하게 되었다. 콜린스는 더블린에서 웨일스로 배편으로 잡혀가기 전부터 다음 계획을 구상하기 시작했다.
포로수용소에 도착한 콜린스는 수감 당국에 대한 시위 및 불복종을 조직했는데, 이 활동은 이후 1980년대 북아일랜드 분쟁 때 IRA 요원들이 했던 것과 유사하다. 포로수용소는 아일랜드 전역에서 잡혀온 공화주의자들의 물리적 힘을 연결하는 데 훌륭한 기회가 되었고, 콜린스가 그 핵심 조직자였다. 포로수용소에 갇혀 있던 이들은 1916년 12월 모두 석방되어 집으로 돌아갔다.

### 1917년 ~ 1918년
공화국 선포의 첫 번째 서명자 토마스 막 돈하가는 죽기 전에 자기 아내 케이틀린을 봉기 지도부가 살아남지 못할 경우 이후 처리를 담당할 관리자로 지명했다. 1916년 6월, 케이틀린은 봉기 실패 이후 첫 번째 공보를 IRB에 띄어 부활절 봉기는 아일랜드 민족주의의 시작일 뿐이며 우리는 다음 수(the next blow)를 준비하고 있다고 선언했다. 콜린스가 석방된 직후 케이틀린은 콜린스를 국가원조 및 의용의존기금(NAVDF) 간사로 임명하고, 독립운동과 관련해 자신이 지니고 있던 비밀 정보들과 연락처들을 모두 넘겨주었다.

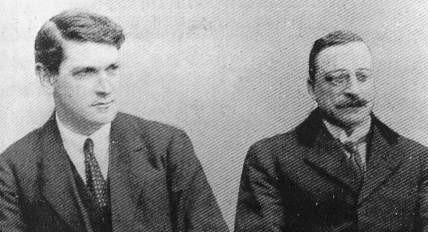
마이클 콜린스와 아서 그리피스.

이리하여 콜린스는 부활절 봉기 이후 아일랜드 독립운동의 지도자격 인물 중 한 명이 되었다. 콜린스와 함께 쌍두마차가 된 인물은 콜린스가 어렸을 때 열심히 읽었던 민족주의 신문 유나이티드 아이리시먼의 주필 아서 그리피스였다. 그리피스는 1905년 모든 민족주의 운동 파벌들을 포괄하는 포괄집단의 기능을 하기 위해 신페인당을 창당했다.
콜린스를 비롯한 "물리적 힘"의 지지자들은 그리피스의 정책 하에 협력적 비폭력적 독립을 추구하던 신페인당에 접근했고, 오헝 제국과 같은 동군연합을 생각한 그리피스의 구상이 비현실적이라는 것을 설득시키는 데 성공했다. 영국 정부와 아일랜드 주류 언론은 신페인당이 봉기 주도 세력이라고 누명을 뒤집어 씌었는데, 이로 인해 오히려 신페인당의 지명도와 지지도가 높아지게 되었다. 1917년 10월 콜린스는 신페인당 집행부 구성원이 되었고, 아일랜드 의용군의 조직을 담당하게 되었다. 한편 1916년 봉기에 가담했던 또다른 인물 에이먼 데 벌레라는 신페인당 당권을 노리고 그리피스에게 도전했다. 그리피스는 당수직에서 물러나고 데 벌레라의 당수 취임을 지지해 주었다.

### 제1대 아일랜드 의회

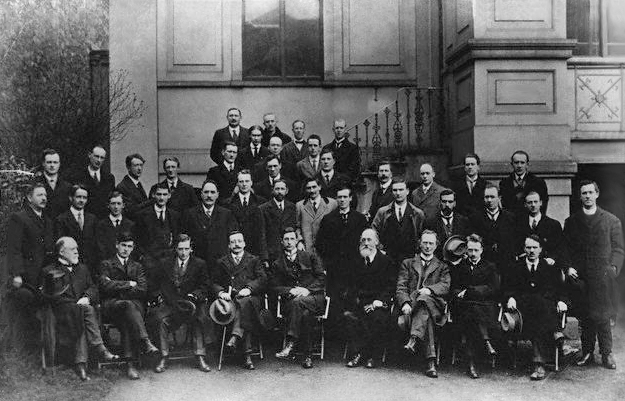
제1대 아일랜드 의회 구성원들:
첫째 줄: 로런스 긴넬, 마이클 콜린스, 카헐 브루, 아서 그리피스, 에이먼 데 벌레라, 플렁킷 백작, 온 막 넬, 리엄 토마스 막 코스가르, 아르만 데 블라그.
셋째 줄 가장 오르 쪽 사람이 케빈 오히긴스.

1918년 영국 총선에서 신페인당은 아일랜드 전역을 휩쓸었고, 아일랜드에서 절대 다수당의 위치를 차지하게 되었다. 다른 신페인당 지도부와 마찬가지로 콜린스도 하원의원으로 당선되었다. 지역구는 코크 남부였다. 이로써 콜린스는 런던 영국 하원에 의석을 갖게 되었지만, 신페인당 당선자들은 아일랜드 의회당(IPP)과 달리 웨스트민트서에 취임하기를 거부하고 더블린에서 아일랜드 의회를 설립했다.
첫 의회 모임을 가지기 전날, 콜린스의 첩보망에 그와 동료들에 대한 야간 습격이 계획되어 있다는 정보가 들어왔다. 데 벌레라를 비롯한 몇몇 사람들은 그 경고를 무시했고, 설사 체포당한다 하더라도 프로파간다 소재로 써먹을 수 있다는 입장이었다. 첩보는 확실했고, 데 벌레라를 비롯해 콜린스의 말을 듣지 않은 사람들은 몽땅 체포되어 끌려갔다. 콜린스와 그의 말을 들은 사람들은 체포를 면했다.
1919년 1월 더블린 타크 안 아르드웨라 건물에서 새로이 구성된 의회의 이름은 달 에런이라고 명명되었다. 잡혀간 데 벌레라를 대신해 카헐 브루가 프리우 아러(의장)로 선출되었다. 동년 4월, 콜린스의 공작으로 잉글랜드 링컨 교도소에 갇혀 있던 데 벌레라가 탈출해고, 데 벌레라가 돌아오자 브루의 자리를 데 벌레라가 대신했다.
데 벌레라를 비롯한 아일랜드계 미국인들이 워싱턴 D.C.와 1919년 파리 평화회의에 열심히 로비를 넣었지만 새로이 선포된 아일랜드 공화국을 승인해 준 국민국가는 한 곳도 없었다. 1919년 1월 달 에런은 아일랜드 공화국군(IRA)이 아일랜드 공화국의 육군 조직임을 비준했다. IRA는 달 에런의 첫 회기와 우연히 같은 날 솔로하드베그 습격을 벌이면서 군사행동을 개시했으며, 달 에런의 권위를 강하게 지지, 존중했다.

### 재무성 장관

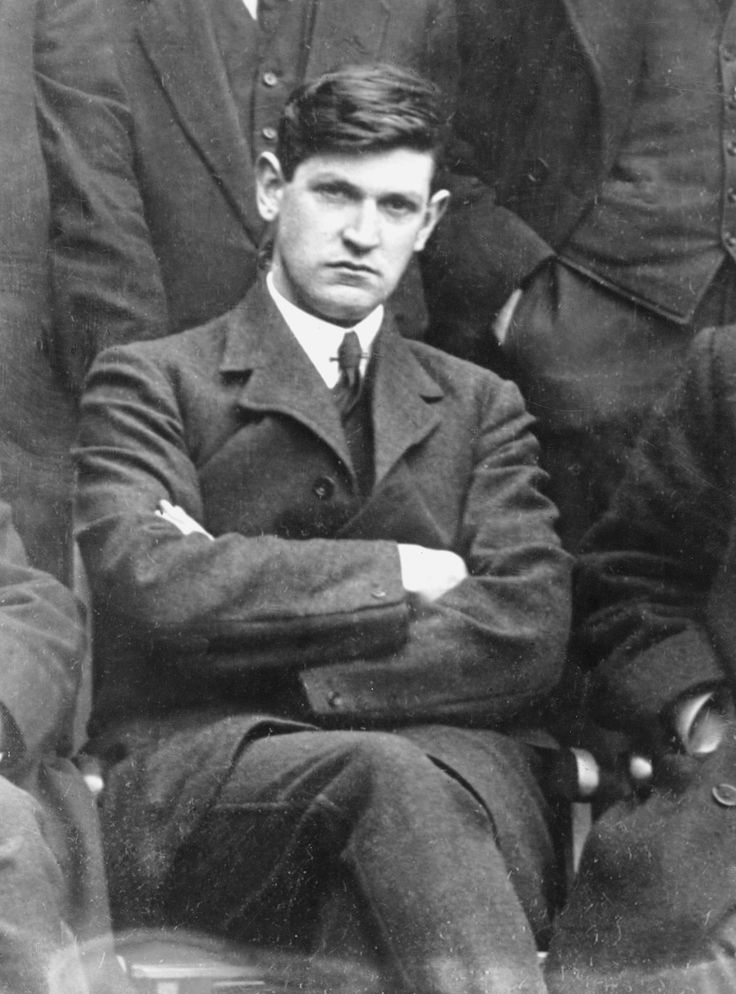
재무장관을 지낼 시절의 마이클 콜린스.

1919년, 데 벌레라는 바쁘게 일하고 있던 콜린스에게 재무성 장관 직위를 더해 주었다. 독립전쟁 시기 아일랜드의 행정부처들은 서류상으로만 존재하거나 부처당 직원이 한두 명 뿐이었으며, 장관이라는 직위는 실제 권력이 있다기보다는 오히려 왕립 아일랜드 경찰대나 영국 육군에게 체포 또는 살해당할 수 있는 표적에 지나지 않았다. 그럼에도 불구하고 콜린스는 재무성 장관으로서 신생 공화국을 위한 "국채"를 조성하는 데 성공했다. 바트 오코너에 따르면 달 에런은 거의 400,000 파운드에 달하는 자금을 얻을 수 있었고, 그 중 25,000 파운드는 금이었다. 영국 정부는 이 채권이 불법이라고 선언했고, 채권들은 각 은행의 신탁 계좌 속에 잠들어 있었다. 금은 1922년까지 오코너의 집 마룻바닥 아래 숨겨져 있었다. 러시아 소비에트 연방 사회주의 공화국(RSFSR)은 자신들도 내전(적백 내전)의 한가운데 있으면서도 뉴욕 시 소비에트 사무국장 루드비히 마르텐스에게 아일랜드 공화국의 국채를 빌리라는 명령을 내리고 담보물로 구 러시아 황제의 왕관에서 빼낸 보석들을 맡겼다. 이 보석들은 더블린의 금고 속에 들어간 뒤 아일랜드와 러시아 양측 모두에게 잊혀져 있다가 1930년대에 우연히 발견되었다.

### 아일랜드 독립전쟁
아일랜드 독립전쟁은 달 에런이 선포된 1919년 1월 21일 사실상 시작되었다. 의회 선포와 같은 날 IRA의 사무스 막 로빈, 도날 오 브린, 산 오 트라사, 산 호간 등의 제3티퍼레리 여단이 티퍼레리주 솔로하드베그에서 젤리그나이트 수송을 경호하던 왕립 아일랜드 경찰대(RIC) 대원 두 명을 습격했다(솔로하드베그 습격). 영국 경관 두 명은 교전 중 사살되었다. 이 습격사건은 아일랜드 독립전쟁 최초의 행동으로 여겨지고 있다. 달 에런은 이런 교전을 허가한 적이 없었으나, 콜린스는 달 에런에서 이 사건의 책임이 IRB에 있음을 인정했고, 그 뒤 무장투쟁에 대한 지지가 의회의 공식 입장이 되었다.

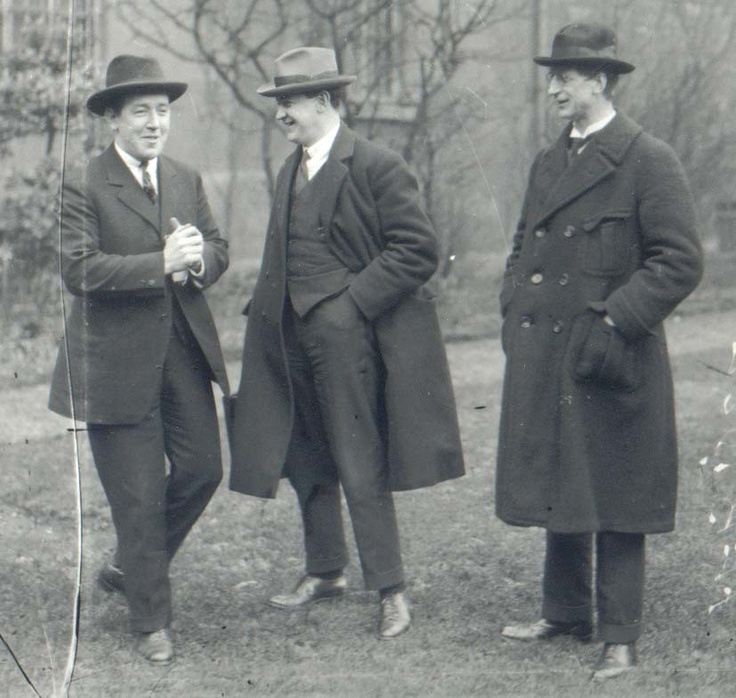
엔리 우어 볼란(좌측), 마이클 콜린스(중앙), 에이먼 데 벌레라(우측).

이후 콜린스는 의회 업무에 더해 숱한 역할을 맡게 되었다. 같은 해 여름 콜린스는 IRB 단장으로 선출되었다. 9월에는 무장투쟁을 계속하라는 권한이 주어진 IRA의 첩보부문 담당자가 되었다. 카헐 브루가 국방성 장관이 되자 콜린스는 의용군 조직담당 및 부관감이 되었다.
콜린스는 이 시기 대부분의 시간을 의용병들을 효과적인 군사력으로 조직화하는 데 보냈으며, 특히 RIC 병영에서 그들을 몰아내고 그들의 무기를 탈취하는 것에 집중했다. 20세기 초에 이러한 무장경찰은 영국 지배하에 놓인 먼스터와 코노트의 농촌지역에 매우 흔했고, 이틀을 몰아낸 공화주의자들은 자신들의 경찰조직에 대한 필요성을 느끼게 되었다. 그러나 RIC의 철수는 영국인들이 더욱 폭력적인 반응을 하게 만들었다. IRA 활동으로 그렇잖아도 소원했던 영국 정부와 아일랜드 대중 사이의 거리를 더욱 벌려 놓을 수 있었지만, 그와 동시에 의용병들에게 가해지는 군사적 압박 또한 거세졌다.
콜린스는 1916년 부활절 봉기 때처럼 그저 상징적일 뿐인 승리를 얻기 위해 대규모 파괴공작과 민간인 손실을 감수하는 방법은 피하기로 결정한다. 대신 그는 영국군을 급작스럽게 공격하고 공격 직후 후퇴하여 손실을 최소화하고 효율은 극대화하는 유격전을 지휘했다.
전쟁이 본격적으로 진행되자 데 벌레라는 미국으로 날아가서 연설 투어를 다니며 불법화된 공화 정부를 위한 기금 조성에 힘썼다. 이 과정에서 달 에런 의장(아일랜드어: Príomh Aire, 영어: President)이었던 데 벌레라가 언론에 "대통령(President)"이라고 알려지게 되었다. 모금 활동은 성공적이었으나, 데 벌레라의 입지 강화로 인한 심상치 않은 정치적 균열은 반군을 지지하는 아일랜드계 미국인들의 결속에 위협을 가져왔다. IRB 단원들 중 일부는 President 라는 칭호를 자신들과 다른 정의로 사용함을 이유로 President 라는 칭호 사용 자체를 반대하기도 했다.